# Lantenay
|  | Per a altres significats, vegeu «Lantenay (Ain)». |

Lantenay és un municipi francès al departament de la Costa d'Or (regió de Borgonya - Franc Comtat). L'any 2007 tenia 470 habitants.

## Demografia

### Població
El 2007 la població de fet de Lantenay era de 470 persones. Hi havia 171 famílies, de les quals 38 eren unipersonals (17 homes vivint sols i 21 dones vivint soles), 46 parelles sense fills, 79 parelles amb fills i 8 famílies monoparentals amb fills.
La població ha evolucionat segons el següent gràfic:

### Habitatges
El 2007 hi havia 217 habitatges, 170 eren l'habitatge principal de la família, 21 eren segones residències i 26 estaven desocupats. 206 eren cases i 9 eren apartaments. Dels 170 habitatges principals, 156 estaven ocupats pels seus propietaris, 12 estaven llogats i ocupats pels llogaters i 2 estaven cedits a títol gratuït; 1 tenia una cambra, 2 en tenien dues, 17 en tenien tres, 40 en tenien quatre i 110 en tenien cinc o més. 129 habitatges disposaven pel capbaix d'una plaça de pàrquing. A 56 habitatges hi havia un automòbil i a 98 n'hi havia dos o més.

### Piràmide de població
La piràmide de població per edats i sexe el 2009 era:
| Homes | Edats   | Dones |
| ----- | ------- | ----- |
| 0     | 95 o +  | 0     |
| 0     | 90 a 94 | 4     |
| 0     | 85 a 89 | 8     |
| 4     | 80 a 84 | 0     |
| 0     | 75 a 79 | 4     |
| 4     | 70 a 74 | 8     |
| 8     | 65 a 69 | 12    |
| 8     | 60 a 64 | 8     |
| 8     | 55 a 59 | 4     |
| 4     | 50 a 54 | 12    |
| 12    | 45 a 49 | 8     |
| 0     | 40 a 44 | 8     |
| 52    | 35 a 39 | 32    |
| 24    | 30 a 34 | 20    |
| 12    | 25 a 29 | 16    |
| 0     | 20 a 24 | 4     |
| 4     | 15 a 19 | 8     |
| 8     | 10 a 14 | 36    |
| 36    | 5 a 9   | 8     |
| 16    | 0 a 4   | 24    |

## Economia
El 2007 la població en edat de treballar era de 300 persones, 230 eren actives i 70 eren inactives. De les 230 persones actives 219 estaven ocupades (113 homes i 106 dones) i 11 estaven aturades (5 homes i 6 dones). De les 70 persones inactives 25 estaven jubilades, 37 estaven estudiant i 8 estaven classificades com a «altres inactius».

### Ingressos
El 2009 a Lantenay hi havia 184 unitats fiscals que integraven 501 persones, la mediana anual d'ingressos fiscals per persona era de 21.592 €.

### Activitats econòmiques
Dels 17 establiments que hi havia el 2007, 5 eren d'empreses de construcció, 2 d'empreses de comerç i reparació d'automòbils, 1 d'una empresa de transport, 2 d'empreses immobiliàries, 2 d'empreses de serveis, 3 d'entitats de l'administració pública i 2 d'empreses classificades com a «altres activitats de serveis».
Dels 7 establiments de servei als particulars que hi havia el 2009, 1 era una oficina de correu, 1 guixaire pintor, 2 fusteries, 2 lampisteries i 1 perruqueria.
L'únic establiment comercial que hi havia el 2009 era una fleca.
L'any 2000 a Lantenay hi havia 8 explotacions agrícoles.

## Equipaments sanitaris i escolars
El 2009 hi havia una escola maternal integrada dins d'un grup escolar amb les comunes properes formant una escola dispersa.

## Poblacions properes
El següent diagrama mostra les poblacions més properes.